# Chinese wilde wingerd
Chinese wilde wingerd of Chinese wingerd (Parthenocissus henryana) is verwant aan de druif en de kleurigste van de verschillende wilde wingerd-soorten. De soort is vernoemd naar de Ierse botanicus en plantenverzamelaar Augustine Henry (1857-1930) die de soort ontdekte op zijn tocht door Centraal-China in de jaren 1885-1889. De plant werd geïntroduceerd in Groot-Brittannië door Ernest Henry Wilson in 1903. Hij groeit niet zo uitbundig als de andere wilde wingerd-soorten. In China groeit hij op vochtige rotsbodem op hoogtes van 100 tot 1500 meter.

## Groei
De Chinese wilde wingerd groeit in potten of in de grond. De soort kan worden gekweekt met zaden of stekken. Hij groeit het best in gedeeltelijke schaduw en in een vochtig klimaat. De bloeiperiode is van juni tot augustus en de plant is bladverliezend.

## Kenmerken
De Chinese wilde wingerd heeft een handvormig, samengesteld vijftallig blad met een zilverkleurige nerf-tekening en worden rood in de herfst. Hij kan tot 9 meter hoog worden en 3 meter breed.